# Мерифилд (Вирџинија)
Мерифилд (енгл. Merrifield) насељено је место без административног статуса у америчкој савезној држави Вирџинија.

## Демографија
По попису из 2010. године број становника је 15.212, што је 4.042 (36,2%) становника више него 2000. године.
| Група             | 2000.         | 2010.         |
| Белци             | 5.340 (47,8%) | 6.156 (40,5%) |
| Афроамериканци    | 663 (5,9%)    | 913 (6,0%)    |
| Азијати           | 3.344 (29,9%) | 5.366 (35,3%) |
| Хиспаноамериканци | 1.442 (12,9%) | 2.298 (15,1%) |
| Укупно            | 11.170        | 15.212        |